# Strada provinciale
Pour les articles homonymes, voir SP.

Panneau de la SP 1.

Strada Provinciale ou SP, au pluriel Strade Provinciali, est un type de route italienne. Ce type de route — provinciale — est administré et entretenu par les provinces d'Italie. Une strada provinciale est moins importante qu'une strada regionale (it) mais plus importante qu'une strada comunale (it).